# 南国少年パプワくん
『南国少年パプワくん』（なんごくしょうねんパプワくん）は、柴田亜美による日本の漫画、およびそれを原作としたアニメ作品。『月刊少年ガンガン』（エニックス）において、1991年4月号から1995年6月号まで連載された。続編として『PAPUWA』がある。

## 概要
『月刊少年ガンガン』の創刊と同時に連載が開始され、柴田亜美の（プロとしての）本格デビュー作になった。テレビアニメ化もされ人気を博し、『少年ガンガン』から初のアニメ作品となった。2013年6月時点で累計発行部数は600万部を突破している。
主人公の「シンタロー」が迷い込んだ不思議な島「パプワ島」での生活を描いたギャグ漫画。シンタローが島に住む謎の少年「パプワくん」や島の奇妙な生物達（作中では「ナマモノ」と呼ぶ）に振り回されて様々なトラブルに会う、というのが毎回のパターンである。連載の後半では少年漫画らしいバトル描写中心の展開になった。
また、連載中を通して女性キャラクターがたった一人しか登場しないことも特徴（なお、性別が「メス」だと思われるキャラクターは数名〈匹〉いるが、女性キャラらしい人物は一人だけである）。同性愛をモチーフにしたギャグが頻出するが、いわゆる下ネタは皆無という珍しい作風になっている。

### 連載開始時のエピソード
柴田がリクルートの子会社にイラストレーターとして就職し、FromAやとらばーゆで求人広告のカットを描いていた当時、「ドラゴンクエスト4コママンガ劇場」で人気のあった作者に、1991年に新創刊する予定だった『月刊少年ガンガン』編集部から、「新雑誌を創刊するから漫画を描いてみないか」と依頼が来る。当初は「6話だけ描いて」という依頼だったため、第2話目までは会社に勤めながら描いていた。しかし仕事と漫画家の両立は難しく、また柴田が「編集部は6話で終わらせるつもりがない」と感じたため、作者は会社を辞める決意をする。その意思を会社の上司に相談したところ、「漫画失敗したらいつでも戻って来いよ」という優しい言葉をかけてもらい、感動したとのこと。

## あらすじ
ガンマ団から青い秘石を盗み、追われる身となった青年シンタローは、ガンマ団の追っ手を振り切れずに海を漂うことになり、やがてパプワ島という島に流れ着く。島に住む唯一の人間パプワ、人語を話す生物（ナマモノ）と呼ばれる奇妙な動物達との交流、シンタローを追うガンマ団の刺客達との戦いを描く。

## 用語
秘石
赤と青の2つがある、手のひらサイズの球状の石。2つを手に入れた者は世界を手に入れられるとも言われる。その出自は不明だが、遥か古代から存在しているようである。石に秘められた力が作り出したそれぞれの一族と共に、「聖域」であるパプワ島で長い年月を過ごしていた。赤の秘石はパプワ島の地下深くに安置されていたが、青の秘石は青の一族が島を出た際に持ち出され、シンタローに盗まれるまではガンマ団本部にあった。
物語序盤は、不思議な力を持ってはいるもののあくまでただの石だと思われていたが、『南国少年パプワくん』の後半において赤の秘石が登場した際、人格を持っていることが判明（最初から登場していた青の秘石は無口なだけであったらしい）。
なお、赤と青の秘石はその考えや行動方針が微妙に異なっており、仲があまり良くない。
赤の一族・青の一族
秘石が作り出した古代文明人の一族。
古代はやや対立しつつも秘石を守り平和に暮らしていたが、青の一族は秘石を持って島を脱出してしまう。この時に両一族の対立は決定的になったらしく、今でもヨッパライダーは青の一族を「邪悪な一族」と呼んで忌み嫌っている。
その後起こった災害によって1人の赤子（パプワ）を残し赤の一族は滅んでしまった。青の一族はその後も人間と交わり繁栄を続け、世代を経てガンマ団を創設し現在に至っている。
現在のパプワ島（第1のパプワ島）は、両一族の住む島々が沈んでいく中残った最後の島であったが、『南国少年パプワくん』のラストで他の島々が浮上する。その後に登場する島（第2のパプワ島）は、箱舟により、次元を超えてきた青の秘石が過去の記憶から創り出した物。
後に島に残っていた住民達の多くは異次元へと旅立ち、現在のパプワ島のナマモノと異次元の聖犬一族などの祖先となっている。
現在の青の一族は、ガンマ団総帥を兼ねている関係もあって、各国との対立バランスを保つため、結婚はせず全世界から優れた遺伝子を集め、選ばれた卵子により人工授精（実際は代理出産なのかは不明）によって男性のみが生まれるということが『PAPUWA』にて発覚する。
そのため、遺伝上の母親の存在は知らされておらず、一卵性多胎児を除き、同一の母を持つ者はほぼ皆無である。他の青の一族の特徴として、青の一族の者は全て金髪である他、善悪の感情が欠落する特有の疾患を持つ者が時々生まれる。
秘石の番人
秘石を守ると言う使命を負った人間。
それぞれの秘石が自ら作り出した人間1人がその役目に就く。番人になると歳をとらなくなる上、仮に怪我をしたり死んだりしても秘石の力によって修復され蘇生するので基本的に交代することはない。
なお、初代秘石の番人は、互いの名を並べると「ヤヌス」になる。
秘石眼
赤・青の秘石の継承者一族が持っている特殊な眼。眼の力が発動すると超常的な力を発揮出来るが、コントロールできずに暴走することもある。
両目とも秘石眼である者と、片目だけが秘石眼である者が存在するが、サービス曰く、青の一族の歴史からして片目が普通であり、両目秘石眼は特異な存在であるとのこと。単純ながらも力は両目とも秘石眼である者の方が強い。作中に登場した赤の一族・青の一族ではパプワ、マジック、コタローが両目とも秘石眼であった。
眼魔砲
青の一族に伝わる秘技。気合とともに手から衝撃波を放つ。
ガンマ団
島を後にした青の一族の末裔が興した組織。「世界最強の殺し屋集団」との触れ込みであるが、多方面に渡る戦闘能力者を抱えており、実質的には傭兵部隊のような存在である。
『PAPUWA』にて、マジックが総帥の座をシンタローに譲ってからは、「悪い奴にのみ限定のお仕置き集団（ギャラはスイス銀行振込）」になっている。
パプワ島
南海の孤島。人語を介するナマモノが多数生息している。マーカー曰く「人を変える島」。
ナマモノ
パプワ島に生息する生き物達の総称。
パプワフール
アニメ版第1期に登場。カボチャに似た赤い花。この花が咲いている間は、嘘を付いて良いことになっている。原作では、普通にエイプリルフールの話だったが、アニメ版では、放送時期の関係から用意された。

## アニメ
テレビ朝日系列フルネット局で1992年10月10日から1993年10月2日にわたり、土曜19時30分から20時00分の枠で全42話が放送された。ただし、山口朝日放送と大分朝日放送は開局日の関係で最終回のみ放送した（山口朝日放送では、帯再放送枠で改めて全話放送）。また、本放送終了後に開局したテレビ朝日系列局では、愛媛朝日テレビや琉球朝日放送で放送された。
テレビ朝日系列と他系列のクロスネット局では、山形放送（当時日本テレビ系列優先ネットのクロスネット局）のみでの放送にとどまった。
さらに、系列外局では、番組販売扱いの遅れネットという形で宮崎放送（TBS系列、テレビ朝日系列クロスネット局のテレビ宮崎がフジテレビ系列優先のため）・テレビ岩手（日本テレビ系列）で、本放送終了後にチューリップテレビ・山陰放送（いずれもTBS系列）・高知放送（日本テレビ系列）で、それぞれ放送された。
アニメ化された範囲は原作単行本の4巻までで、シンタローが一旦島を離れる段階を最終話とした。
2022年9月3日から12日まで、テレビアニメ化30周年を記念して、東京都の渋谷モディにてポップアップショップが開催される。

### スタッフ
- 製作：本橋浩一
- 原作：柴田亜美（エニックス『ガンガンコミックス』連載）
- 製作管理：本橋寿一、中島順三
- 企画：佐藤昭司
- 音楽：中村暢之
- キャラクターデザイン：武内啓
- 美術設定：工藤剛一
- 美術監督：川井憲
- プロデューサー：太田賢司、遠藤重夫
- 監督：高木淳
- 音響監督：本田保則
- 撮影監督：森田俊昭
- 色彩設計：大平敬志
- 編集：小野寺桂子
- 効果：蔭山満
- 制作：テレビ朝日、日本アニメーション

### 主題歌
- オープニング『んばば・ラブソング』

作詞 - そのべかずのり / 作曲 - 小杉保夫 / 編曲 - 石田勝範 / 歌 - TOME

- 前期エンディング『もしかすっとナンセンス』（1話 - 24話）

作詞・作曲 - 立川俊之 / 編曲 - 大事MANブラザーズバンド、渡辺禎史 / 歌 - 大事MANブラザーズバンド
- 後期エンディング『気分はパプワ晴れ』（25話 - 42話）

作詞・作曲・編曲 - つのごうじ / 歌 - つのごうじ&ピタゴラス
CDシングルは、いずれも日本コロムビアから発売された。なお主題歌はカラオケに入っているが、「ん」から始まる珍しい曲に入る形になっている。

### 各話リスト
| 話数 | サブタイトル                    | 脚本       | コンテ          | 演出     | 作画監督        | 放送日          |
| ---- | ------------------------------- | ---------- | --------------- | -------- | --------------- | --------------- |
| 1    | んばば! きょうからお前も友達だ  | 海老沼三郎 | 高木淳          | 高木淳   | 武内啓          | 1992年 10月10日 |
| 2    | 働けシンタロー! 食事は命がけだ  | 大山歳郎   | 細田雅弘        | 細田雅弘 | 松本朋之        | 10月17日        |
| 3    | 生き字引きの筆! 東北ミヤギ登場  | 海老沼三郎 | 高木淳          | 矢部秋則 | 小曽根孝夫      | 10月24日        |
| 4    | お帰りじぃちゃ! パプワの秘密    | 大山歳郎   | 稲垣卓也        | 新田義方 | 山崎隆生        | 10月31日        |
| 5    | 脳天気野郎忍者トットリくん参上  | 海老沼三郎 | 野崎郁子        | 稲垣卓也 | 武内啓          | 11月21日        |
| 6    | パプワ島のふしぎな仲間全員集合  | 大山歳郎   | 林一男          | 林一男   | 松本朋之        | 11月28日        |
| 7    | トン骨パワー! 博多どん太君登場  | 海老沼三郎 | 矢部秋則        | 矢部秋則 | 小曽根孝夫      | 12月5日         |
| 8    | 大決戦だぞ! パプワの森の守り神  | 大山歳郎   | 新田義方        | 新田義方 | 山崎隆生        | 12月12日        |
| 9    | メリークリスマス! パプワ島聖夜  | 海老沼三郎 | 稲垣卓也        | 稲垣卓也 | 武内啓          | 12月19日        |
| 10   | 爆裂! 炎のアラシヤマおたべ攻撃  | 海老沼三郎 | 細田雅弘        | 細田雅弘 | 松本朋之        | 12月26日        |
| 11   | 復活! ミヤギ・トットリのW攻撃   | 大山歳郎   | 矢部秋則        | 矢部秋則 | 小曽根孝夫      | 1993年 1月9日   |
| 12   | 危機一髪! 記憶をのぞく秘密兵器  | 大山歳郎   | 稲垣卓也        | 稲垣卓也 | 武内啓 藤井裕子 | 1月16日         |
| 13   | 探検! パプワ島地底に謎のトビラ  | 大山歳郎   | 新田義方        | 新田義方 | 平山英嗣        | 1月23日         |
| 14   | シンタローのパパ? マジック総帥  | 大山歳郎   | 高木淳          | 稲垣卓也 | 武内啓          | 1月30日         |
| 15   | 珍プレー対決! 刺客甲子園球児だ  | 大山歳郎   | 林一男          | 林一男   | 松本朋之        | 2月6日          |
| 16   | 刺客武者のコージ & キヌガサくん | 海老沼三郎 | 矢部秋則        | 矢部秋則 | 小曽根孝夫      | 2月13日         |
| 17   | めざせ! 願いを叶えるイッポン竹  | 大山歳郎   | 平川達也        | 平川達也 | 武内啓          | 2月20日         |
| 18   | 史上最強! グンマ博士 & ロボット | 海老沼三郎 | 新田義方        | 新田義方 | 平山英嗣        | 2月27日         |
| 19   | イカ男の恐怖! 吹き荒れる愛の嵐  | 海老沼三郎 | 稲垣卓也        | 稲垣卓也 | 武内啓 藤井裕子 | 3月6日          |
| 20   | ハチャメチャ! パプワ島大運動会  | 大山歳郎   | 細田雅弘        | 細田雅弘 | 松本朋之        | 3月13日         |
| 21   | 秘石争奪戦! 4人の戦士夢の対決   | 大山歳郎   | 矢部秋則        | 矢部秋則 | 小曽根孝夫      | 3月20日         |
| 22   | 大騒動! 春のぴきぴきピクニック  | 海老沼三郎 | 高木淳          | 稲垣卓也 | 武内啓          | 4月10日         |
| 23   | お花見怪獣ヨッパライダー出現!   | 大山歳郎   | 新田義方        | 新田義方 | 平山英嗣        | 4月17日         |
| 24   | 子育てチャッピー! 白熊くん物語  | 大山歳郎   | 稲垣卓也        | 稲垣卓也 | 武内啓 藤井裕子 | 4月24日         |
| 25   | 再上陸! 天才グンマ博士の新ロボ  | 大山歳郎   | 林一男          | 林一男   | 松本朋之        | 5月1日          |
| 26   | ステキに無敵! ドクター高松登場  | 藤本信行   | 矢部秋則        | 矢部秋則 | 小曽根孝夫      | 5月8日          |
| 27   | 南国温泉の戦い! 地獄温泉別府丸  | 海老沼三郎 | 平川達也        | 平川達也 | 武内啓          | 5月22日         |
| 28   | シンタローの誕生日! パパ再登場  | 小松崎康弘 | 新田義方        | 新田義方 | 平山英嗣        | 5月29日         |
| 29   | さらばパプワ島! シンタロー脱出  | 藤本信行   | 斉藤次郎        | 斉藤次郎 | 武内啓 藤井裕子 | 6月5日          |
| 30   | 催眠術師! 津軽ジョッカー見参!   | 小松崎康弘 | 細田雅弘        | 細田雅弘 | 松本朋之        | 6月12日         |
| 31   | 刺客ウイロー! 名古屋の魔法使い  | 藤本信行   | 矢部秋則        | 矢部秋則 | 小曽根孝夫      | 6月19日         |
| 32   | 超人パプワ! 移動遊園地で大暴れ  | 小松崎康弘 | 稲垣卓也        | 稲垣卓也 | 武内啓          | 6月26日         |
| 33   | イカ男ウミギシ涙! タンノの秘密  | 西村孝史   | 新田義方        | 新田義方 | 平山英嗣        | 7月3日          |
| 34   | 狙われた秘石! 日光猿王とタロー  | 藤本信行   | 平川達也        | 平川達也 | 武内啓 藤井裕子 | 7月10日         |
| 35   | 過去を映す鏡! マジック一族の謎  | 小松崎康弘 | 細田雅弘        | 細田雅弘 | 松本朋之        | 7月24日         |
| 36   | 謎のサービス! 秘石眼を捨てた男  | 小松崎康弘 | 矢部秋則        | 矢部秋則 | 小曽根孝夫      | 7月31日         |
| 37   | サービス上陸! シンタローの秘策  | 西村孝史   | 斉藤次郎        | 斉藤次郎 | 武内啓          | 8月14日         |
| 38   | 対決! 四人の戦士VS無敵サービス  | 西村孝史   | 新田義方        | 新田義方 | 平山英嗣        | 8月21日         |
| 39   | パプワ島大騒動! オバケが出たぞ  | 小松崎康弘 | 稲垣卓也 高木淳 | 稲垣卓也 | 武内啓 藤井裕子 | 8月28日         |
| 40   | ヒグラシの夢! あの空を飛びたい  | 小松崎康弘 | 細田雅弘        | 細田雅弘 | 松本朋之        | 9月11日         |
| 41   | 大統領は誰だ! パプワ島の総選挙  | 西村孝史   | 矢部秋則        | 矢部秋則 | 小曽根孝夫      | 9月25日         |
| 42   | さよならパプワ島! みんな友達だ  | 西村孝史   | 高木淳          | 高木淳   | 武内啓          | 10月2日         |

### 映像ソフト
VHS
発売元はいずれもポニーキャニオン。現在は廃盤となっている。
- 南国少年 パプワくん1（1994年1月21日、品番：PCVP-11356）
- 南国少年 パプワくん2（1994年1月21日、品番：PCVP-11357）
- 南国少年 パプワくん3（1994年1月21日、品番：PCVP-11358）
- 南国少年 パプワくん4（1994年1月21日、品番：PCVP-11359）
- 南国少年 パプワくん5（1994年1月21日、品番：PCVP-11360）

DVD
ベストフィールドより発売。
- 南国少年パプワくん DVD-BOX デジタルリマスター版 BOX1（2014年10月31日、品番：BFTD-0108）
- 南国少年パプワくん DVD-BOX デジタルリマスター版 BOX2（2014年11月28日、品番：BFTD-0109）

Blu-ray
フロンティアワークスより発売。
- 【ＴＶアニメ化30周年記念】「南国少年パプワくん×PAPUWA」シリーズ・コンプリートBD-BOX（2022年3月30日発売、品番：FFXC-9032）

### ネット局
| 放送対象地域  | 放送局           | 系列           | ネット形態 | 備考                                            |
| ------------- | ---------------- | -------------- | ---------- | ----------------------------------------------- |
| 関東広域圏    | テレビ朝日       | テレビ朝日系列 | 制作局     |                                                 |
| 北海道        | 北海道テレビ     | テレビ朝日系列 | 同時ネット |                                                 |
| 青森県        | 青森朝日放送     | テレビ朝日系列 | 同時ネット |                                                 |
| 岩手県        | テレビ岩手       | 日本テレビ系列 | 遅れネット |                                                 |
| 宮城県        | 東日本放送       | テレビ朝日系列 | 同時ネット |                                                 |
| 秋田県        | 秋田朝日放送     | テレビ朝日系列 | 同時ネット |                                                 |
| 山形県        | 山形放送         | 日本テレビ系列 | 遅れネット | 1993年3月まで                                   |
| 山形県        | 山形テレビ       | テレビ朝日系列 | 同時ネット | 1993年4月のテレビ朝日系列へのネットチェンジから |
| 福島県        | 福島放送         | テレビ朝日系列 | 同時ネット |                                                 |
| 新潟県        | 新潟テレビ21     | テレビ朝日系列 | 同時ネット |                                                 |
| 長野県        | 長野朝日放送     | テレビ朝日系列 | 同時ネット |                                                 |
| 石川県        | 北陸朝日放送     | テレビ朝日系列 | 同時ネット |                                                 |
| 静岡県        | 静岡朝日テレビ   | テレビ朝日系列 | 同時ネット | [ 注 4 ]                                        |
| 中京広域圏    | 名古屋テレビ     | テレビ朝日系列 | 同時ネット |                                                 |
| 近畿広域圏    | 朝日放送         | テレビ朝日系列 | 先行放送   | [ 注 5 ]                                        |
| 広島県        | 広島ホームテレビ | テレビ朝日系列 | 同時ネット | [ 注 6 ]                                        |
| 山口県        | 山口朝日放送     | テレビ朝日系列 | 同時ネット | 開局翌日の最終回のみ放送                        |
| 香川県 岡山県 | 瀬戸内海放送     | テレビ朝日系列 | 同時ネット |                                                 |
| 高知県        | 高知放送         | 日本テレビ系列 | 遅れネット |                                                 |
| 福岡県        | 九州朝日放送     | テレビ朝日系列 | 同時ネット |                                                 |
| 長崎県        | 長崎文化放送     | テレビ朝日系列 | 同時ネット |                                                 |
| 熊本県        | 熊本朝日放送     | テレビ朝日系列 | 同時ネット |                                                 |
| 大分県        | 大分朝日放送     | テレビ朝日系列 | 同時ネット | 開局翌日の最終回のみ放送                        |
| 宮崎県        | 宮崎放送         | TBS系列        | 遅れネット |                                                 |
| 鹿児島県      | 鹿児島放送       | テレビ朝日系列 | 同時ネット |                                                 |

| テレビ朝日系列 土曜19:30枠（1992年10月 - 1993年10月） | テレビ朝日系列 土曜19:30枠（1992年10月 - 1993年10月） | テレビ朝日系列 土曜19:30枠（1992年10月 - 1993年10月） |
| 前番組                                                | 番組名                                                | 次番組                                                |
| ----------------------------------------------------- | ----------------------------------------------------- | ----------------------------------------------------- |
| おぼっちゃまくん                                      | 南国少年パプワくん                                    | SLAM DUNK                                             |

### OVA「南国少年パプワくん 星降る夜に会いましょう」
原作にはあるもののTVアニメにはならなかったエピソード“星降る夜に会いましょう”がOVAとして販売された。TVシリーズ第9話に登場したくり子が再登場した作品である。現在は廃盤となっている。

## カセットブック
アニメイトカセットコレクション（ムービック）
- 第一巻「コタローへ兄から愛のメッセージ!」（1993年7月1日）
- 第二巻「雪国少女くり子ちゃん」（A面）「パプワトピア」（B面）（1994年2月1日）
- 第三巻「ガンマ団本部奪回大作戦」（1994年10月1日）

オリジナルストーリーによるボイスドラマのカセットテープである。出演声優はテレビアニメ版と同じ。現在は、全巻廃盤となっている。

## ゲーム
いずれもアニメ終了後に発売。なお、主人公はSFC版ではシンタロー、GB版ではパプワになっている。
- 南国少年パプワくん（1994年3月25日発売、スーパーファミコン、販売：エニックス・開発：Daft）
- 南国少年パプワくん ガンマ団の野望（1994年3月25日発売 、ゲームボーイ、エニックス）